# 21716 Panchamia
21716 Panchamia è un asteroide della fascia principale. Scoperto nel 1999, presenta un'orbita caratterizzata da un semiasse maggiore pari a 2,3916160 UA e da un'eccentricità di 0,0345559, inclinata di 3,21178° rispetto all'eclittica.